# Paula Stewart

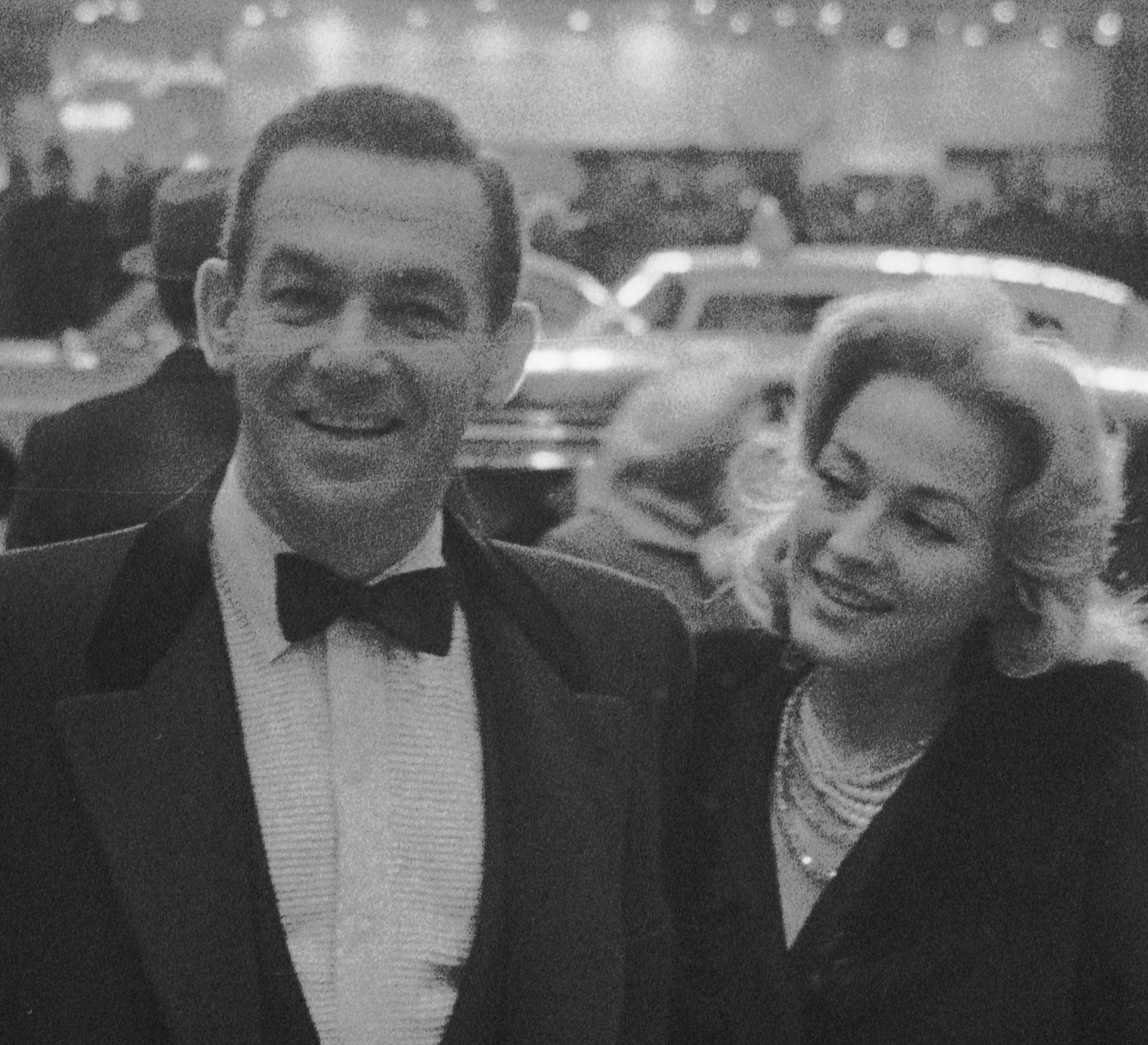
Jack Carter und Paula Stewart in New York City (1959). Von 1961 bis 1970 war sie mit Jack Carter verheiratet

Paula Stewart (eigentlich Dorothy Paula Zürndorfer; * 9. April 1929 in Chicago, Illinois) ist eine US-amerikanische Schauspielerin und Sängerin.

## Leben
Paula Stewarts Eltern waren Walter Zürndorfer und Esther Morris, eine Schauspielerin. Stewart besuchte das Shimer College in Mount Carroll, wo sie 1947 ihren Abschluss machte. Anschließend studierte Stewart an der Northwestern University. Ihre ersten Bühnenauftritte hatte sie bei einer landesweiten Tournee des Musicals Brigadoon. 1951 gab Stewart ihr Debüt am Broadway im Theaterstück Seventeen.
1960 spielte sie an der Seite von Lucille Ball deren Schwester im Musical Wildcat im Alvin Theatre. Neben ihrer Laufbahn als Musicaldarstellerin trat Stewart unter anderem auch in Shows im New Yorker Waldorf Astoria Hotel, dem Fontainebleau Miami Beach sowie in Las Vegas auf. Zusammen mit ihrem damaligen Ehemann Jack Carter absolvierte sie in den 1960er-Jahren unter Leitung der United Service Organizations Auftritte für in Deutschland stationierte US-Truppen.
Neben ihrer Bühnenkarriere trat Stewart seit 1956 auch in mehreren Filmen sowie als Gastdarstellerin in diversen Fernsehserien auf, darunter 1965 in Ein Käfig voller Helden sowie in Perry Mason. 1970 war sie Produzentin des Dramas Dinah East mit Ultra Violet in der Hauptrolle. Ihre letzte Filmrolle spielte Stewart 1990 in der Fernsehproduktion Gegen ihren Willen.
Paula Stewart war zweimal verheiratet. Von 1953 bis 1958 mit Burt Bacharach, anschließend von 1961 bis 1970 mit Jack Carter. Beide Ehen wurden geschieden. Sie hat einen gemeinsamen Sohn mit Carter. Stewart tritt bis heute als Schauspielerin am Broadway sowie landesweit an anderen Theatern auf.

## Filmografie (Auswahl)
- 1963: Wagen 54, bitte melden (Car 54, Where Are You?; Fernsehserie, eine Folge)
- 1964: Diary of a Bachelor
- 1965: Ein Käfig voller Helden (Hogan’s Heroes; Fernsehserie, eine Folge)
- 1965: Perry Mason (Fernsehserie, eine Folge)
- 1966: Mein Onkel vom Mars (My favorite Martian; Fernsehserie, eine Folge)
- 1969: Big Valley (The Big Valley; Fernsehserie, eine Folge)
- 1970: Suppose They Gave a War and Nobody Came?
- 1970: Kemek
- 1970: Dinah East (als Produzentin)
- 1990: Gegen ihren Willen (Without Her Consent; Fernsehfilm)